# Jüdischer Friedhof (Étain)

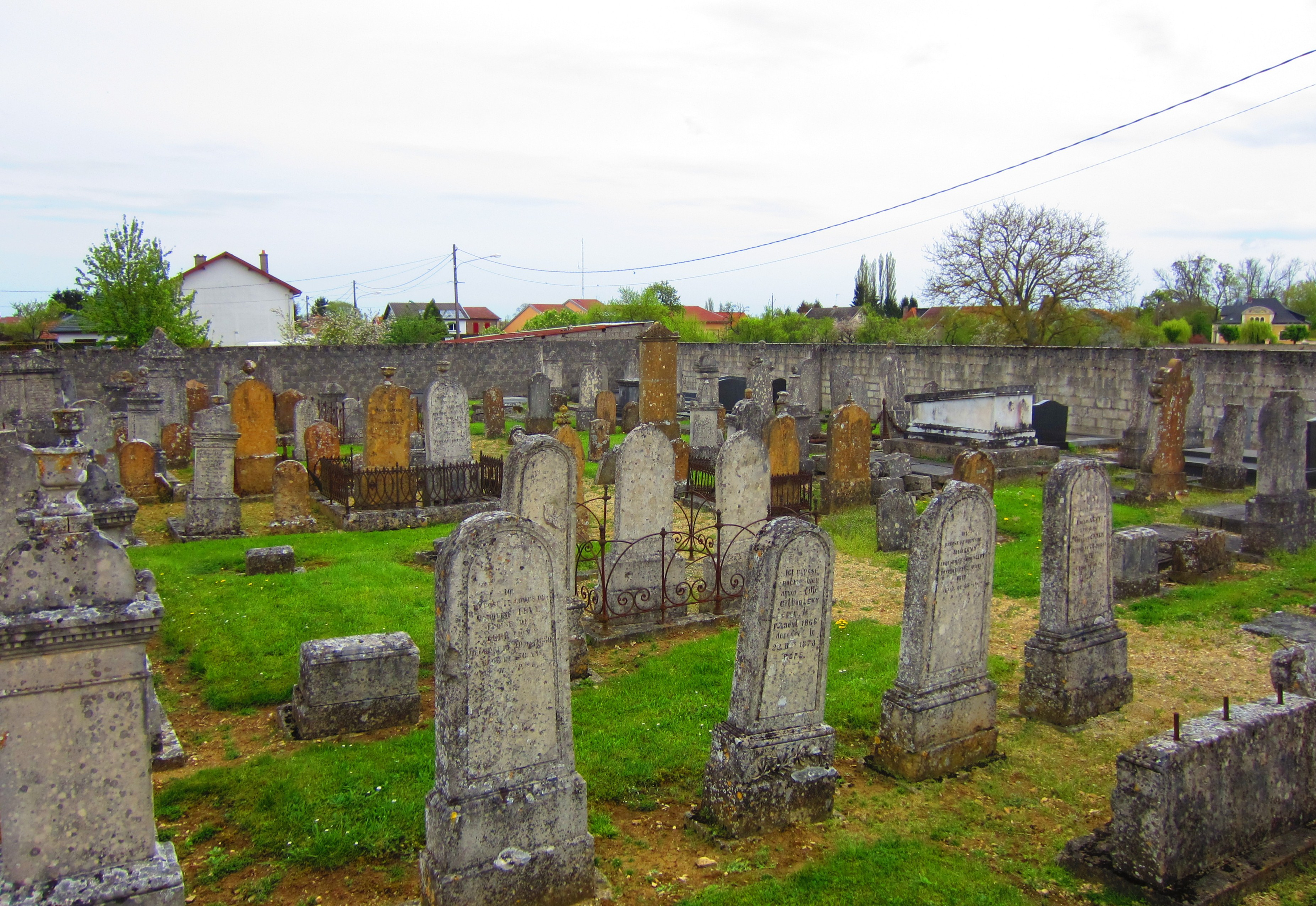
Jüdischer Friedhof in Étain

Der Jüdische Friedhof in Étain, einer französischen Gemeinde im Département Meuse in der historischen Region Lothringen, wurde 1808 angelegt und 1862 erweitert. Der jüdische Friedhof befindet sich an der Landstraße nach Damvillers. 
Die jüdischen Gemeinden aus der Umgebung bestatteten ebenfalls ihre Toten auf diesem Friedhof.